# Glenister of the Mounted
Glenister of the Mounted è un film muto del 1926 prodotto e diretto da Harry Garson. Di genere drammatico, ambientato nei territori del Nord-Ovest, fu prodotto dalla Harry Garson Productions e distribuito dalla Film Booking Offices of America. La sceneggiatura di William E. Wing si basa su un soggetto di William E. Wing. Nel ruolo del protagonista, l'ex calciatore di football Maurice Bennett Flynn che, passato al cinema, girò nella sua carriera una quarantina di film.

## Trama
Jack e Betty Danrock sono due fuggitivi che tengono prigioniero il sergente della polizia a cavallo Glenister mentre si trova in stato di semi incoscienza. In seguito, il sergente incontra nuovamente i due alla stazione commerciale di Rafferty, ma Betty nega di averlo mai visto e gli dice di essere la moglie di Jack. Quando a Glenister viene poi assegnato il compito di trovare gli assassini del socio di Thorald, lui, convinto che siano proprio loro i responsabili, prende Jack e Betty. Mentre stanno tornando indietro, i tre si trovano avvolti dalle fiamme del bosco che stanno attraversando: Glenister salva Jack, ma resta ferito. Quando si riprende, la coppia gli racconta la sua storia, convincendolo della propria innocenza. Scoprendo come Thorald abbia ingannato tutti con un trucco, Glenister lo costringe a confessare l'omicidio del suo socio, scagionando i due innocenti.

## Produzione
Il film fu prodotto dalla Harry Garson Productions.

## Distribuzione
Il copyright del film, richiesto dalla R-C Pictures Corp., fu registrato il 18 maggio 1926 con il numero LP22750.

Distribuito dalla Film Booking Offices of America, il film uscì nelle sale statunitensi il 23 maggio 1926.
Copie della pellicola si trovano conservate negli archivi della Cinémathèque Royale de Belgique a Bruxelles e al Národní Filmovy Archiv di Praga.